# Stormarks Sogn
Stormarks Sogn er et sogn i Lolland Vestre Provsti (Lolland-Falsters Stift).
I 1962 blev Stormarkskirken indviet, og Stormarks Sogn blev udskilt fra Sankt Nikolai Sogn. Det lå i Nakskov Købstad, der geografisk hørte til Lollands Nørre Herred i Maribo Amt. Nakskov købstad blev ved kommunalreformen i 1970 kernen i Nakskov Kommune, der ved strukturreformen i 2007 indgik i Lolland Kommune.
I sognet findes følgende autoriserede stednavne:
- Abildtorpe (bebyggelse, ejerlav)
- Apotekerhuse (bebyggelse)
- Friheden (bebyggelse)
- Krukholm (bebyggelse, ejerlav)
- Svingelen (areal)
- Sæby Huse (bebyggelse)